# Ópera de Dallas

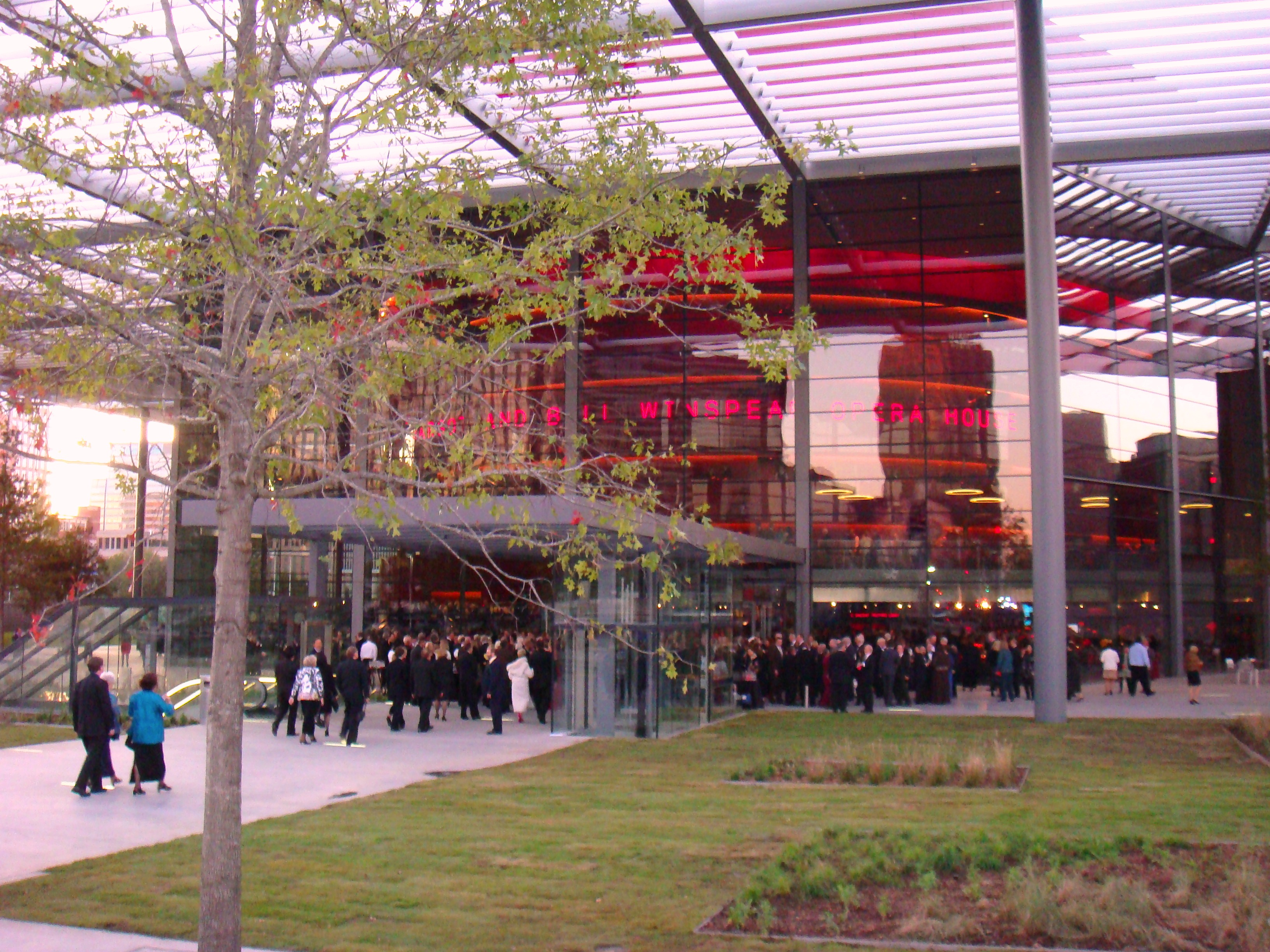
Exterior de la Winspear Opera House

La Ópera de Dallas es una compañía de ópera con sede en Dallas, Texas (EE. UU.).  La compañía se fundó en 1957 como la Ópera Cívica de Dallas por Laurence Kelly y Nicola Rescigno, ambos activos en la Ópera Lírica de Chicago, el primero como administrador y el segundo como director artístico.
La compañía consiguió un puesto destacado en la ópera estadounidense antes del aumento significativo de la ópera regional en ese país, especialmente con la aparición de Maria Callas quien inauguró la primera temporada de la Ópera Cívica con un recital inaugural dirigido por Rescigno. 
Desde 1957 hasta 2009 la Ópera de Dallas realizó sus representaciones en el histórico Music Hall at Fair Park. Pero en la temporada 2009-2010, la Winspear Opera House, un local en el AT&T Performing Arts Center, se convirtió en la nueva sede de la ópera. Aquella temporada se produjo el estreno mundial de Moby-Dick del compositor Jake Heggie, uno de los diversos encargos para la compañía.
El director musical Graeme Jenkins cree que el nuevo local se convertirá en un motor de crecimiento para la compañía, y predice que, en cinco años, estaría trabajando al niv el de la Ópera Lírica de Chicago y la ópera de San Francisco.

## Éxitos artísticos de la compañía
Callas regresó al año siguiente para interpretar La traviata en una producción de Franco Zeffirelli y en Medea, dirigida por el director griego Alexis Minotis, dos de sus infrecuentes representaciones en los Estados Unidos. Según John Ardoin, durante mucho tiempo crítico musical de The Dallas Morning News, ella cantó en Lucia di Lammermoor la temporada de 1958. El ensayo de la Callas, con Resigno como director de la orquesta sinfónica de Dallas el 20 de noviembre de 1957 fue grabado, lo mismo que su interpretación de Medea el 6 de noviembre de 1958.
De los éxitos de la compañía, un escritor observa que "la ópera de Dallas pudo haber estado en sus comienzos, pero lo que lograron alcanzó el más alto estándar", mientras, en una entrevista, John Ardoin subraya el papel de Laurence Kelly:
“Todo tiene que atraer o repeler el gusto de un hombre... Como ocurrió con Kelly y su compañía. Pasó todo tipo de problemas a lo largo de 10 meses al año -- lo que significa reunir fondos y emplearse en juegos de sociedad y todo eso -- para hacer lo que realmente le gustaba durante dos meses al año. Y a Kelly no le preocupaba si hacías Aida, o Rigoletto, o Carmen -- es sólo que tenía que ser la mejor Aida, y Rigoletto, y Carmen. Sfriría mucho por lograrlo, y le daría muchas vueltas. Nada era casual con él, en el reparto o en las producciones. No quiere decir que no cometiera algún error. Pero, últimamente, era su gusto, y su visión, y su compromiso, lo que triunfó".
Muchos cantantes hicieron su debut estadounidense en Dallas, como Montserrat Caballé, Plácido Domingo, Gwyneth Jones, Waltraud Meier, Magda Olivero, Joan Sutherland, y Jon Vickers. También lo hizo el diseñador/director Franco Zeffirelli. Esta compañía ayudó igualmente al lanzamiento de cantantes estadounidenses como Renée Fleming, Diana Soviero, y Ruth Ann Swenson.
La ópera de Dallas encargó a Dominick Argento la ópera Los papeles de Aspern y aquí se estrenó, lo que fue transmitido a nivel nacional con cuatro millones de televidentes en la serie "Great Performances" de la PBS en el año 1988. El primer encargo de la compañía fue para la ópera para niños en un acto de Robert Xavier Rodríguez Monkey See, Monkey Do en 1985. Otros encargos posteriores incluyen Thérèse Raquin de Tobias Picker en 2001 y Moby-Dick de Jake Heggie en 2010.

## Administración
Anthony Whitworth-Jones se convirtió en director general en 2001. Sin embargo, sus planes para extender el repertorio de la compañía no llegó a hacerse realidad a la vista de la crisis económica que se produjo durante su desempeño del cargo. Y abandonó el puesto en 2003.  
Su sucesora, Karen Stone, fue nombrada a mediados de 2003 como la quinta directora general de la compañía. Anteriormente había trabajado con Graeme Jenkins en la Ópera de Colonia en Alemania, donde él era el principal director invitado. Su dimisión se hizo efectiva el 30 de septiembre de 2007.
El actual director general es Keith Cerny, quien empezó a actuar como tal en mayo de 2010.
El director francés Emmanuel Villaume asumió la posición de director musical el 30 de abril de 2013, sucediendo a Graeme Jenkins, quien mantuvo el puesto desde 1994 y el final de la temporada 2012-2013, después de lo cual asumió el título de director musical emérito.